# Michiaki Kakimoto
Michiaki Kakimoto (柿本 倫明?, Kakimoto Michiaki; Prefettura di Fukuoka, 6 ottobre 1977) è un ex calciatore giapponese, di ruolo attaccante.